# Hominide
Hominide (Homínid en alemany) és una narració escrita en alemany per l'escriptor austríac Klaus Ebner. Narra una setmana essencial de la vida d'una banda d'homínids a l'Àfrica Central de fa uns milions d'anys. El protagonista Pitar intenta dur la seva banda cap a la civilització. Els australopitecs fan les primeres invencions i descobreixen fins i tot el foc gràcies al seu nou líder espiritual. Els personatges parlen en una llengua moderna i sobretot Pitar té coneixences històriques i culturals d'un home actual. Això, les citacions llatines de l'amic Carpediem i les al·lusions al pensament xinès del personatge Lao engendren el caràcter satíric de la narració. El llibre ha estat publicat el 2008 a l'editorial FZA Verlag a Viena, Àustria.

## Contingut i estructuració
La trama de Hominide està situada a l'Àfrica central de fa uns milions d'anys, en una regió de transició entre selva tropical i sabana. Els protagonistes són australopitecs afarenses i per tant, no coneixen ni eines ni foc. El narrador protagonista, Pitar, reflexiona en set capítols sobre el seu entorn i decideix dur la seva banda cap a la civilització: «Llavors vaig decidir il·luminar les tenebres, posar llums en els meus, segons la màxima Que existeixi la llum, etcètera.» Pitar mostra la competència lingüística, el raonament i les oracions d'un home modern, de la mateixa manera que els coneixements d'un nostre contemporani sobre la història, la política i la literatura. A vegades Pitar esmenta que un concepte o un objecte particular encara no existeix - un efecte còmic dins un escenari grotesc.
Resulta força difícil convèncer els membres de la banda d'homínids de la raó de noves activitats. Malgrat tot, el narrador sap emmenar el patriarca Costello i rep la seva protecció. Això però, fa créixer la rivalitat entre Costello i Re; aquest darrer comença a disputar les femelles i el cabdillatge del mascle alfa. Les persones de confiança de Pitar són Carpediem, que utilitza adagis llatins i citacions de textos de l'antiguitat, i Lao qui està influenciat pel pensament xinès. A poc a poc es drecen proteccions contra el vent i tota la banda baixa més sovint dels arbres on ha de témer els carnívors. Amb la intenció de respondre al pujant conflicte per al lideratge, Pitar prova d'establir una mena de parlament que serveixi per conciliar els familiars. Mentre que Costello percep el parlament com un fòrum per a la presentació de si mateix i l'enfortiment del seu poder i que comença a citar Winston Churchill i Abraham Lincoln, els altres membres de la banda boicotegen la idea per manca de disciplina i el seu desinterès ostensiu.

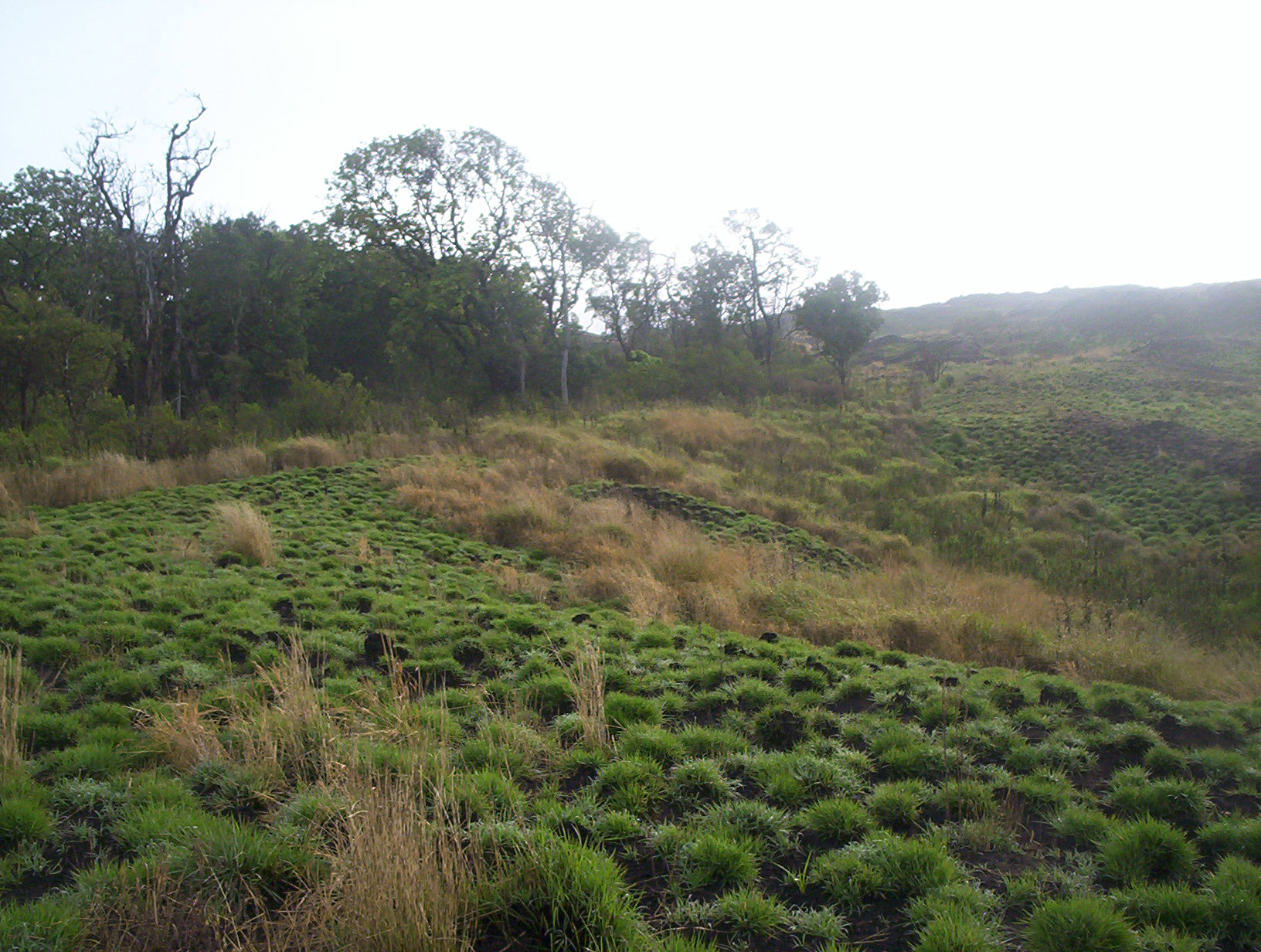
Sabana a Camerun

La història d'amor de Pitar i Maluma està incrustada en la trama general. Maluma pertany a les femelles de la banda que Costello considera el seu harem personal. Sembla que ja ha trencat la seva relació amb Costello quan comença a interessar-se per Pitar. Les escenes de la seva companyia amb Pitar es troben a l'inici de la novel·la curta així com al seu final, i a més interrompen repetides vegades el tema principal; aquesta història d'amor està narrada en tots els capítols que tenen un nombre imparell. L'autora austríaca Karin Gayer esmenta en la seva ressenya crítica que la història amorosa de Pitar i Maluma i el seu posicionament en la trama fan sorgir una «segona interpretació del principi i la fi».
La narració consta de set capítols designats de «Tag 1 (Dia 1)» a «Tag 7 (Dia 7)». Al·ludint als dies de la creació bíblica els protagonistes presenten nous coneixements i creacions en cada capítol. El setè dia tots estan esgotats i un descans s'anuncia. Però, contràriament al relat de la Bíblia, l'atac d'un dents de sabre destrueix la pau. Alguns familiars moren, entre altres Costello, fet pel qual el poder polític es transfereix al seu adversari brutal Re. Pitar i Maluma decideixen deixar la banda i deixar el lloc familiar; en el llibre es diu: «Havíem de marxar a temps, fugir d'en Re i del seu imperi que, si comptava l'antic regne de Thorn, era el tercer.» Pitar i Maluma marxen cap a la sabana. El final fa referència a l'Expulsió del Paradís i la teoria de la sortida d'Àfrica.

## Protagonistes i significació dels noms
En ocasió de la conversa que va dur la gerent regional per a Viena de l'editorial Arovell, Sonja Gamsjäger, l'autor va presentar algunes claus per als noms dels protagonistes.
- Akshaya: Aquest nom procedeix de l'hindi respectivament del sànscrit i significa «invicta». Akshaya és una figura que té una personalitat molt ferma. Pertany a la banda però representa una mena de contrast a Costello. En el grup ella personifica el matriarcat.
- Bongo: Nació i llengua africanes; topònims a alguns països africans; al·lusió a la pel·lícula «Bingo Bongo» del cantant i actor italià Adriano Celentano. En la narració, Bongo és un mascle adolescent que fa burla.
- Carpediem: El proverbi llatí significa «aprofita el dia», literalment «cull el dia», i procedeix d'un poema d'Horaci. Carpediem és el confident i amic de Pitar. Fa citacions llatines i s'expressa a vegades en llatí.[10]

- Costello: Cognom italiano-anglès. Costello és el patriarca de la banda. Vol conservar el seu poder i reconeix ràpidament que les idees de Pitar ofereixen una eina per a fortificar la seva posició jeràrquica. Per això el protegeix.
- Djamila: Djamila és una femella de la banda i pertany a l'harem de Costello. Aquest nom és una paraula àrab i significa «bonica».
- Ischa: Ischa és una femella de la banda i pertany a l'harem de Costello. Juntament amb Djamila mira d'aconseguir la simpatia del cap. El nom procedeix de les llengües semítiques i significa «dona».
- Konrad: Alt-alemany antic. El nom significa «conseller audaç» o «conseller bo». El personatge pertany al seguici de Re.
- Lao: Aquest nom procedeix del xinès. Depenent de la pronúncia significa «ferm, sòlid» o «vell». A més els Lao són una ètnia del sud-est asiàtic. Lao fa citacions de la filosofia xinesa i lliga amistat amb Pitar.
- Lucy: Al·lusió a Lucy, el primer esquelet d'un australopithecus afarensis que s'ha descobert el 1974 a Etiòpia. Lucy és la mare de la majoria dels infants de la banda. En el darrer capítol, Lucy parteix cap a l'Àfrica Oriental amb Lao.
- Maluma: Maluma és una paraula artificial de la psicologia de la Gestalt i representa formes rodones i suaus. Maluma és el gran amor de Pitar.
- Manisha: Aquest nom procedeix de l'hindi respectivament del sànscrit i significa «sàvia». Entre les dones de la banda, Manisha representa una personalitat anàloga a la de Lao entre els homes.
- Pitar: El nom del narrador protagonista procedeix del sànscrit i significa «pare»; la paraula té el seu accent a la segona «síl·laba». Pitar narra la història i n'és la figura principal.
- Re: Procedeix de l'italià i significa «rei»; a més es tracta d'una al·lusió al Déu Ra o Re de la mitologia egípcia. Re és l'adversari i el rival de Costello i té una personalitat relativament agressiva. Entén Pitar com a enemic perquè comprèn molt bé que les idees noves serveixen al cap de la banda. L'atac del gat de dents de sabre de l'últim capítol facilita a Re de deslliurar-se de tots els seus adversaris i d'accedir finalment al poder.
- Rhododendron: El rododèndron, del grec «arbre a roses», és un gènere de plantes amb flor. Rhododendron és un mascle de la banda amb inclinacions ecològiques.
- Ruth: El nom procedeix de l'hebreu i significa «amiga» o «amistat». Ruth és una femella amb un caràcter determinat.
- Thorn: Aquesta paraula procedeix de les antigues «llengües germàniques» i de la mitologia nòrdica. Designa la runa «Þ» que es pronuncia com la lletra «th» en anglès o «z» en espanyol europeu. Thorn és el membre més ancià de la banda, l'antic cap de família. Entra en escena només a l'inici i mor a la fi del segon capítol. És considerat un savi. En la dinastia dels caps de banda va ser el predecessor de Costello.

## Gènesi
L'autor va dir que havia tingut la idea de descriure un home prehistòric amb saber actual i llengua moderna ja el 2006. Però no va elaborar-la més perquè pensava que el contingut no era suficient per a una novel·la llarga. El febrer del 2008 va rebre el premi Wiener Werkstattpreis i l'editorial FZA, que organitza la convocatòria cada any, va oferir al premiat publicar un llibre limitat a 100 pàgines. Ebner va doncs finalitzar el conte i va publicar el llibre l'octubre del mateix any. L'editorial FZA Verlag va presentar l'obra al públic a Viena. Fins ara (juliol del 2010) no hi ha cap traducció en altres llengües.

## Crítica i interpretació

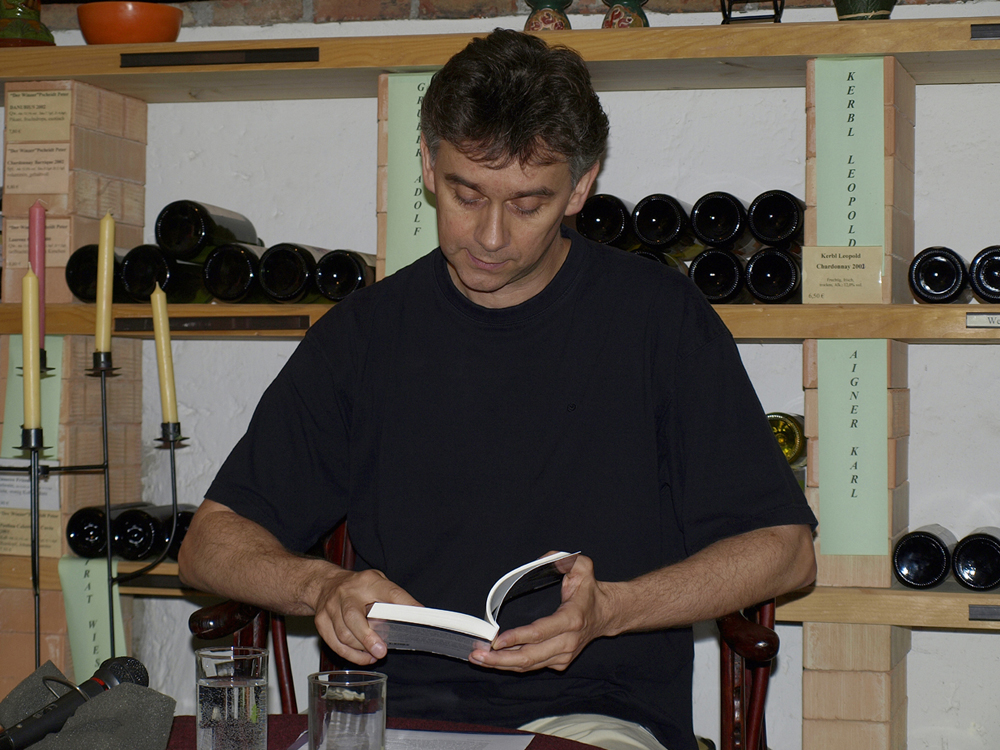
L'autor a una presentació

Per a Heinz Gerstinger el llibre és la «història sobre l'albada de l'esperit humà». Diversos crítics van subratllar l'aspecte irònic i satíric de la narració. Entre altres coses, l'autor ho aconsegueix amb els noms dels protagonistes, les citacions llatines i locucions contemporànies així com amb el paral·lelisme dels set dies de la Creació i el procés d'hominització. Ingrid Reichel esmenta que el llibre va aparèixer exactament al 150è aniversari de la teoria de l'evolució de Charles Darwin. En analogia a enunciats semblants en ressenyes sobre les altres obres de l'autor Reichel esmenta el llenguatge recercat i ric en detalls que seria «amarat d'un humor subtil i sensible».
Per a les nombroses frases que no són pas alemanyes sinó sobretot llatines, la primera edició no habilita cap traducció. Ingrid Reichel va demanar a l'editorial d'afegir un glossari en cas de reedició. L'autor però va publicar aquest glossari al seu lloc web.
Malgrat les clares al·lusions a més d'una religió, sobretot al judaisme i al cristianisme, Ingrid Reichel ha constatat en la seva ressenya crítica que es tracta d'una narració «per a pensadors (…), per a darwinistes, de cap manera per a creacionistes, no tant per a creients, sinó més per a ateus». Karin Gayer esmenta també la semblança de la societat descrita en el llibre amb la jerarquia d'una tropa de ximpanzés i d'altra manera el matriarcat social insinuat que s'acosta al comportament dels bonobos. Subratlla la posició forta – veritablement emancipada – de les dones dins el conte. En el context dels paral·lelismes ella comenta: «A un nivell particular la barreja permanent de característiques humanes i simiesques crida la nostra atenció i crea en el lector la pregunta potser justa sobre de quina manera nosaltres, que ens considerem sapiens en un doble sentit, hauríem de classificar-nos.»